# 線紋鱤脂鯉
線紋鱤脂鯉（学名：Hepsetus lineata）為輻鰭魚綱脂鯉目脂鯉亞目鱤脂鯉的一個種，分布於非洲剛果河下游流域，體長可達28.3公分，棲息在底中層水域，生活習性不明。
其种加词“lineata”意为“线条状的”。